# Acentrophorus
Acentrophorus è un genere di pesci ossei estinto, appartenente ai semionotiformi. Visse nel Permiano superiore (circa 259 - 254 milioni di anni fa) e i suoi resti fossili sono stati ritrovati in Europa.

## Descrizione
Questo pesce era di piccole dimensioni e non superava solitamente i 7 centimetri di lunghezza. Il corpo era leggermente compresso lateralmente e la testa era piuttosto alta, ma il muso era appuntito. Gli occhi erano grandi, e i denti erano piccoli e appuntiti, disposti lungo i margini delle mascelle. La pinna dorsale, di forma triangolare, era posta appena dietro la metà del corpo ed era opposta obliquamente rispetto alla pinna anale, leggermente più arretrata. Le pinne pettorali e pelviche erano larghe. Le scaglie che ricoprivano il corpo di Acentrophorus erano rettangolari, grandi e disposte in file oblique; erano ricoperte da uno spesso strato di ganoina. Rispetto al contemporaneo Palaeoniscum (più o meno delle stesse dimensioni), le scaglie erano in numero doppio.  
Le particolarità più notevoli di Acentrophorus erano date dalla presenza di un osso interopercolare e dalla separazione della mascella dalla serie opercolare, caratteristiche non presenti nei contemporanei condrostei. In ogni caso, non si era ancora sviluppata alcuna supramaxilla. Come nei condrostei più derivati, la mandibola era corta e la sospensione della mandibola era quasi verticale. L'asse della notocorda della coda era corto, cosicché la coda non era fortemente eterocerca. Il numero di raggi nelle pinne era ridotto e le loro articolazioni erano andate perdute. 

## Classificazione
Acentrophorus è considerato il più antico rappresentante dei Neopterygii, il più grande gruppo di pesci ossei viventi. In particolare, Acentrophorus è stato ascritto al gruppo dei semionotiformi, comprendenti numerose forme tipiche del Mesozoico e strettamente imparentati con i lepisosteiformi (comprendenti gli attuali lucci alligatore). 

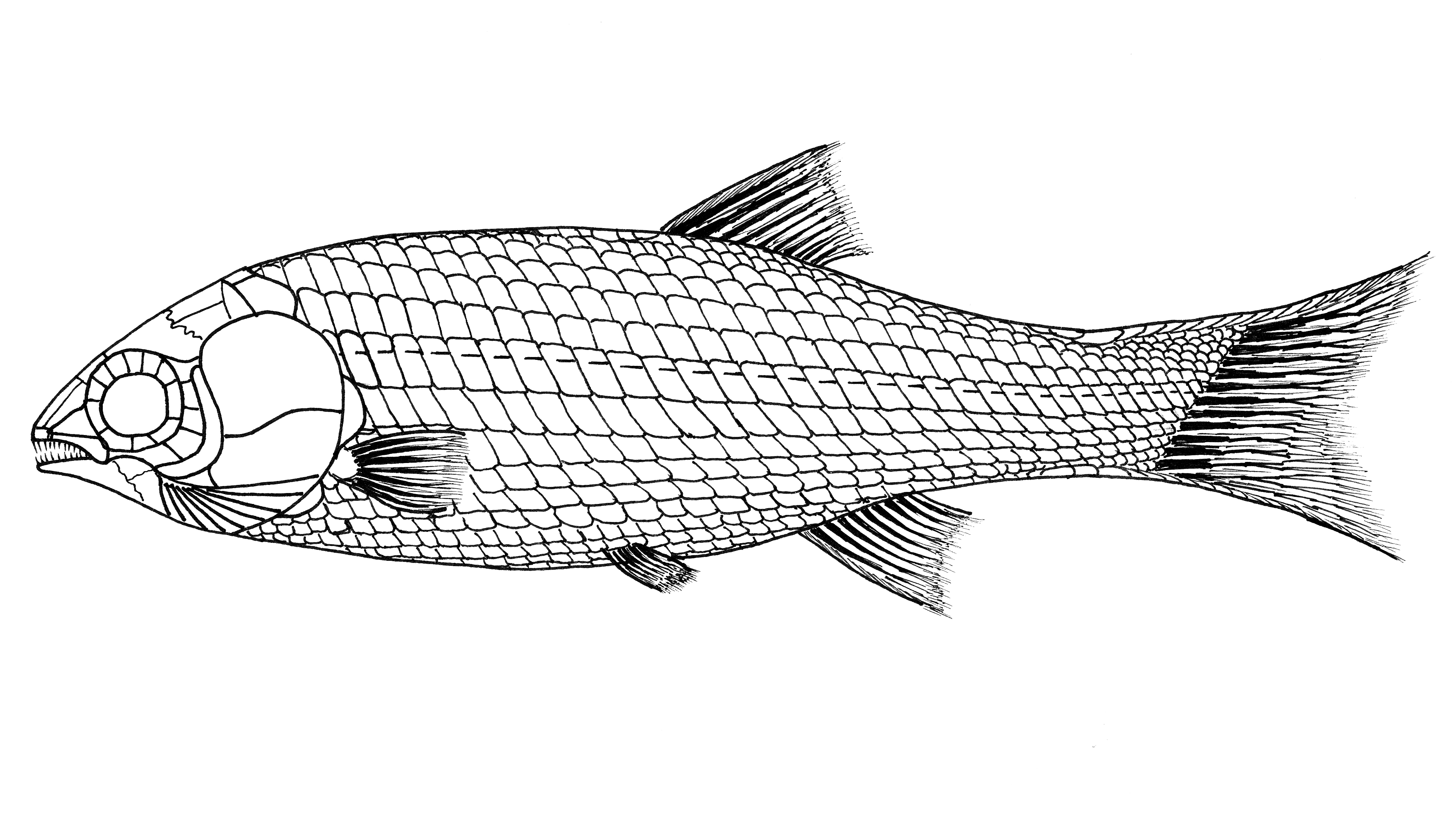
Ricostruzione di Acentrophorus glaphyrus

Il genere Acentrophorus venne istituito da Traquair nel 1877, per accogliere alcune specie di pesci ossei precedentemente ascritti al genere Palaeoniscum. Le specie più note sono Acentrophorus varians, rinvenuta in Inghilterra, Germania e Russia), A. glaphyrus (leggermente più piccola della precedente e nota per fossili trovati in Inghilterra e in Germania) e A. abbsii (rinvenuta solo in Inghilterra).

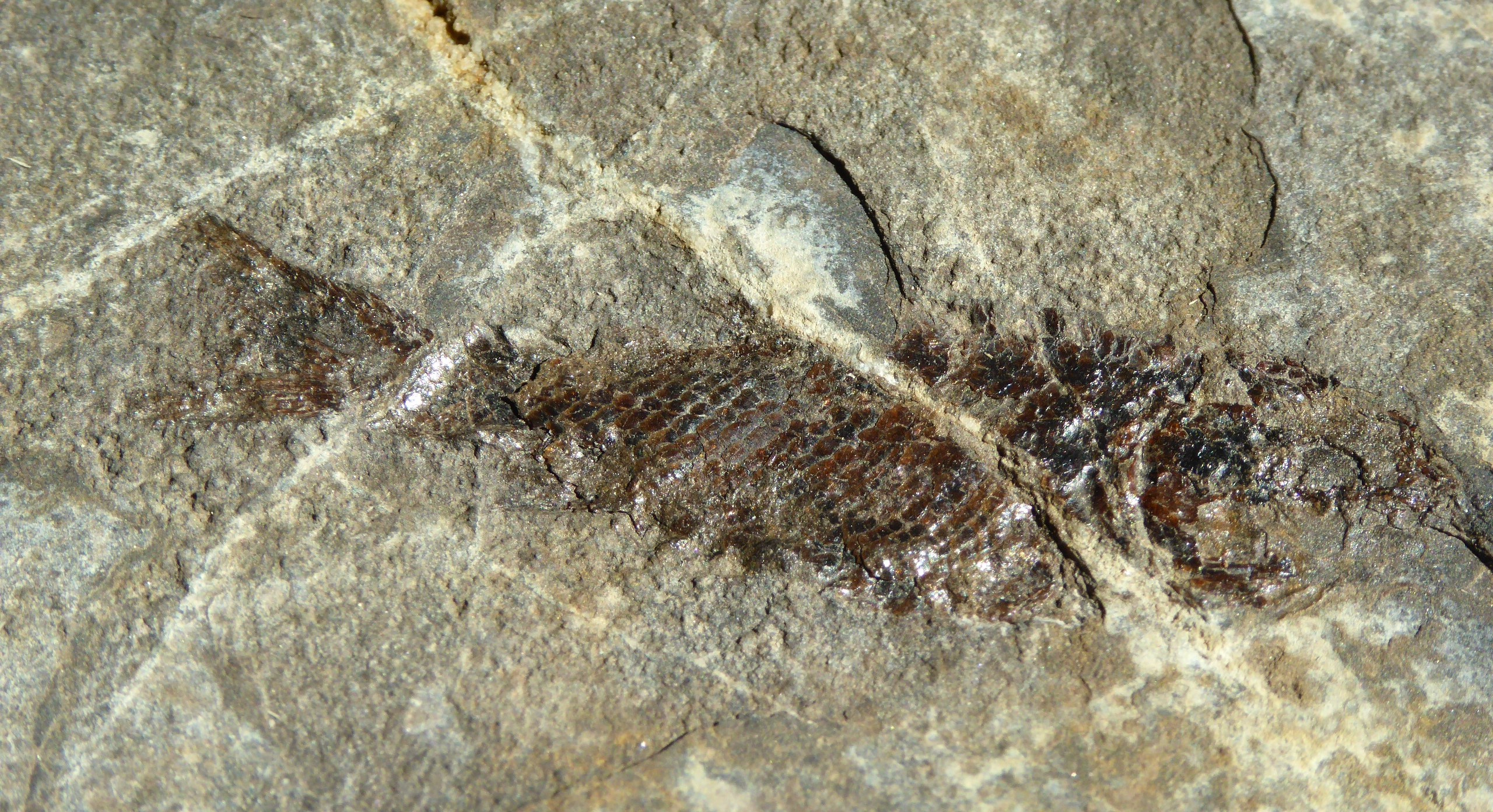
Fossile di Acentrophorus glaphyrus